# Ārvi
Ārvi är en ort i Indien.   Den ligger i distriktet Wardha och delstaten Maharashtra, i den centrala delen av landet, 900 km söder om huvudstaden New Delhi. Ārvi ligger 307 meter över havet och antalet invånare är 41 837.
Terrängen runt Ārvi är platt. Runt Ārvi är det ganska tätbefolkat, med 139 invånare per kvadratkilometer. Det finns inga andra samhällen i närheten. Trakten runt Ārvi består till största delen av jordbruksmark.